# Zdzisław Głowacki
Zdzisław Głowacki (* 20. November 1919 in Łódź; † 18. März 1987 ebenda) war ein polnischer Maler.

## Leben
Głowacki studierte 1938 und 1939 sowie von 1944 bis 1948 an der Kunstakademie Krakau unter Hanna Rudzka-Cybisowa. Er erhielt sein Diplom im Jahr 1952. Głowacki war Mitglied der Künstlergruppe „Piate Kolo“ (Fünfter Kreis). Ab 1960 lehrte er als Professor an der Kunstakademie (damals: Państwowa Wyższa Szkoła Sztuk Plastycznych w Łodzi) in Łódź, ab 1985 war er hier Dekan der Fakultät für Kunsterziehung. Später wurde er Rektor dieser Universität.

## Werk
Głowacki malte vorwiegend Porträts und sozialistisch-realistische Genrebilder. Porträts kommunistischer Persönlichkeiten entstanden, so von Rosa Luxemburg und Julian Balthasar Marchlewski sowie Szenen mit Wladimir Iljitsch Lenin und Felix Dserschinski. Ab Mitte der 1950er Jahre flossen nach einer Reise nach Italien zunehmend Elemente des Tachismus in seine Kompositionen ein.

„... ich wurde der erste Tachist in Polen, habe das aber nicht erfunden. Es hat mich nur bezaubert, dass man unter Beibehaltung aller ewig gültigen formellen Voraussetzungen der künstlerischen Malerei ganz andere Aktionen hervorrufen kann.

Zitat im Original polnisch: 
...zostałem pierwszym w Polsce taszystą, gdyż tego nie wymyśliłem. Urzekło mnie tylko to, że można zachowując wszystkie przesłanki formalne obowiązujące zawsze w sztuce malarskiej, wywoływać inne działania.“

Später experimentierte der Künstler mit expressionistischen und kubistischen Techniken. Ab 1960 arbeitete er auch mit unkonventionellen Materialien und Darstellungsmethoden. Seine Werke wurden an verschiedenen Orten ausgestellt, so bei mehreren Nationalen Kunstausstellungen in Warschau in den 1950ern, auf der Nationalen Ausstellung Junger Kunst im Warschauer Arsenal im Jahr 1955, und auf der 3. Warschauer Ausstellung Moderner Kunst 1959. Neben anderen Preisen wurde er 1955 mit dem Kunstpreis der Stadt Łódź ausgezeichnet. Die polnischen Nationalmuseen in Stettin und Warschau sowie das Kunstmuseum Łódź besitzen Werke des Künstlers.